# Internationale Weiterbildung und Entwicklung

Logo der Inwent gGmbH

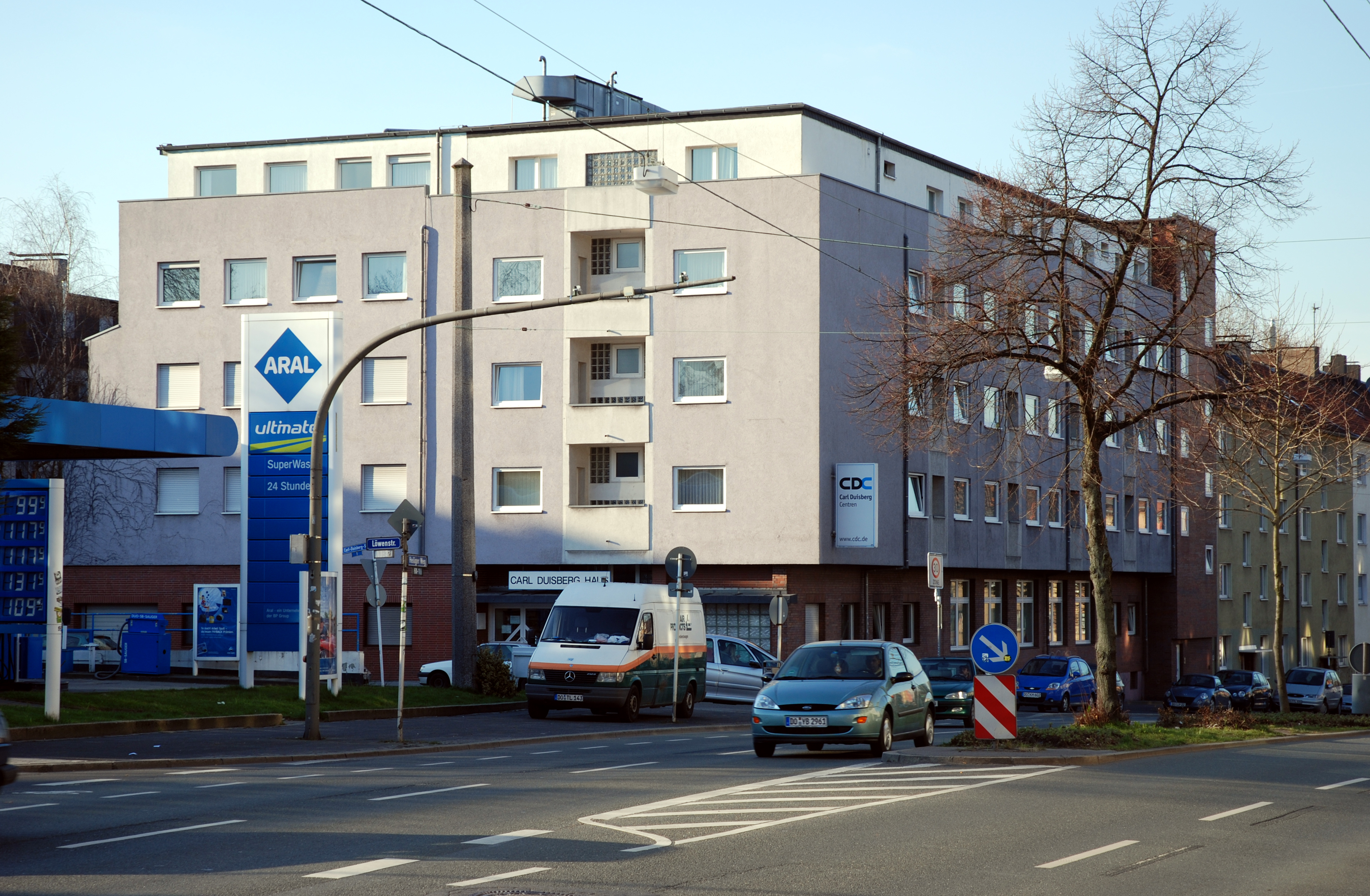
Carl Duisberg-Haus in Dortmund

Die Internationale Weiterbildung und Entwicklung gGmbH (InWEnt) war eine von 2002 bis 2010 bestehende und durch Zusammenschluss der Deutschen Stiftung für internationale Entwicklung (DSE) und der Carl-Duisberg-Gesellschaft e. V. (CDG) entstandene Einrichtung der Entwicklungszusammenarbeit in der Rechtsform einer gemeinnützigen GmbH. 2011 ist sie in der Deutschen Gesellschaft für Internationale Zusammenarbeit (GIZ) aufgegangen.

## Hintergrund
Das hauptsächliche Tätigkeitsfeld lag in der Qualifizierung von Fach- und Führungskräften aus verschiedenen Herkunftsländern und deren Institutionen. InWEnt war international tätig, arbeitete mit Partnern aus Wirtschaft, Politik, Verwaltung und Zivilgesellschaft zusammen und führte Seminare, Diskussionsveranstaltungen und E-Learningkurse durch. Ein Alumniprogramm sollte eine langfristige Wirkung der Programme unterstützen. Die etwa 820 haupt- oder freiberuflich tätigen Mitarbeiter von InWEnt arbeiteten an 30 Standorten im In- und Ausland. In der InWEnt-Zentrale in Bonn waren etwa 500 Personen tätig. Der Umsatz betrug im Jahr 2008 rund 136 Mio. Euro.
Das Unternehmen hatte als Hauptgesellschafterin die Bundesregierung. Diese wurde durch das Bundesministerium für wirtschaftliche Zusammenarbeit und Entwicklung vertreten, das zugleich auch wichtigster Auftraggeber war. Weitere Auftraggeber waren das Bundesministerium für Bildung und Forschung, das Auswärtige Amt, das Bundesministerium für Wirtschaft und Technologie und die Europäische Kommission.
In die als „Zentrum für internationale Handlungskompetenz“ bezeichnete Vorbereitungsstätte für Entwicklungszusammenarbeit entsandten 40 Institutionen ihre Mitarbeiter für die Vorbereitung ihres Einsatzes in Entwicklungsländern. Unter dem Dach von InWEnt arbeitete auch die Servicestelle Kommunen in der Einen Welt, eine Gemeinschaftseinrichtung von Bund, Ländern und Nichtregierungsorganisationen zur Stärkung kommunaler Entwicklungszusammenarbeit. Diese wurde durch das BMZ als Teil der Einrichtung Engagement Global weitergeführt.

## Geschäftsbereiche
Im Einzelnen umfassten die Geschäftsfelder
- Entwicklungsbezogene Informations- und Bildungsarbeit
- Fortbildung von Fach- und Führungskräften aus Entwicklungsländern
- Internationale und interkulturelle Qualifizierung von Nachwuchs-, Fach- und Führungskräften aus Deutschland und anderen Industrieländern
- Internationaler Dialog und Erfahrungsaustausch
- Vorbereitung von Fachkräften der deutschen Entwicklungszusammenarbeit.

## Geschichte der Carl-Duisberg-Gesellschaft
InWEnt war die Nachfolgeorganisation der Carl-Duisberg-Gesellschaft, die namentlich auf den Chemiker Carl Duisberg zurückgeht, der in den Bayer-Werken und von 1925 bis kurz vor seinem Tode 1935 als Aufsichtsratsvorsitzender der I.G. Farben tätig war.
Bereits in den 1920er-Jahren gingen junge Deutsche, insbesondere Ingenieure und Landwirte, zu Praktika in die USA. Der erste nachgewiesene USA-Praktikant war Karl Schwabbach, der sich 1921 die Überfahrt in die USA als Heizer auf einem Schiff verdiente und dann in verschiedenen amerikanischen Firmen arbeitete. Er berichtete in Briefen regelmäßig über seine Erfahrungen in den USA. Diese Briefe wurden unter deutschen Ingenieuren und Studenten weitergereicht und bereits im Folgejahr gingen fünf weitere Werkstudenten in die USA. Ende der 1920er-Jahre gründeten Werkstudenten in New York eine erste Niederlassung, um den transatlantischen Austausch von Ingenieuren und Fachkräften zu fördern. Seit Mitte der 1920er-Jahre waren schon erste Amerikaner als Werkstudenten nach Deutschland gereist. Die Teilnehmer verfügten durch ihren Auslandsaufenthalt über hervorragende interkulturelle und fremdsprachliche Kenntnisse und konnten oftmals auf ein großes Kontaktnetz im Partnerland zurückgreifen. Mit Aufkommen des Nationalsozialismus in Deutschland erloschen diese Ansätze.
Nach Ende des Zweiten Weltkriegs griffen Führungspersönlichkeiten aus Wirtschaft und Politik mit Unterstützung des US-amerikanischen Hohen Kommissars John Jay McCloy den Ansatz der Werkstudenten auf und gründeten 1949 die Carl Duisberg Gesellschaft (CDG). Durch Auslandserfahrungen, zunächst in den USA, später in anderen europäischen Ländern und letztlich weltweit sollte der jeweils jungen Generation in Deutschland eine neue, internationale Perspektive eröffnet werden. Bereits 1950 reisten erste junge Berufstätige in die USA. Viele der ehemaligen Teilnehmer nehmen heute Schlüsselpositionen in Wirtschaft, Politik und Kultur ein.

## Nachfolgeorganisationen der Carl Duisberg-Gesellschaft
Viele der Programme der Carl Duisberg-Gesellschaft lebten in der InWEnt fort, so auch die transatlantischen Programme, an denen sich bis heute jährlich weit über 1.000 junge Absolventen und Berufstätige, Deutsche wie Amerikaner, beteiligen.
Die Carl Duisberg-Gesellschaft bestand bis zur Zusammenlegung mit der DSE zur Internationalen Weiterbildung und Entwicklung gGmbH 2002. Bis zu dieser Zeit hatten etwa 300.000 Menschen an Programmen der CDG teilgenommen. Der Etat betrug am Ende ca. 100 Mio. Euro, die von ca. 750 Geldgebern aufgebracht wurden.
Die Gesellschaft für Technische Zusammenarbeit, der Deutsche Entwicklungsdienst und InWEnt unterzeichneten in Berlin im Dezember 2010 einen Fusionsvertrag, der sie zur neuen Deutschen Gesellschaft für Internationale Zusammenarbeit (GIZ) verschmolz.
Am 1. Januar 2011 ist InWEnt in dieser neuen Gesellschaft aufgegangen.